# Niemierzyno (Połczyn-Zdrój)
Niemierzyno (deutsch Nemrin) ist eine weniger als 100 Einwohner zählende Ortschaft in der polnischen Woiwodschaft Westpommern. Sie liegt in der Landgemeinde (gmina wiejska) Połczyn-Zdrój (Bad Polzin) im Powiat Świdwiński.
Der kleine Ort an der Brzezniczka, dem früheren Mühlenbach, der hier die Grenze zum Powiat Szczecinecki bildet, war bis 1945 mit Namen Nemrin ein Vorwerk der deutschen Gemeinde Kollatz und ist bis heute mit dem nun polnischen Dorf Kołacz wesentlich verbunden.